# Dobruša (potok)
Dobruša je potok, ki izvira vzhodno od naselja Begunje na Gorenjskem. Ima več izvirnih krakov. Teče skozi naselja Dvorska vas, Zgornji Otok, Spodnji Otok, Mošnje in se pri vasi Globoko kot levi pritok izliva v reko Savo.